# Hybalus petrovitzi
Hybalus petrovitzi är en skalbaggsart som beskrevs av Baraud 1991. Hybalus petrovitzi ingår i släktet Hybalus och familjen Orphnidae. Inga underarter finns listade i Catalogue of Life.